# Attila Pénzes
Attila Pénzes (ur. 29 listopada 1999) – węgierski kierowca wyścigowy.

## Biografia
Karierę rozpoczynał w kartingu. W 2015 roku zadebiutował w wyścigach samochodów jednomiejscowych. Ścigał się wówczas Formułą BMW (Mygale FB02) w Wyścigowych Mistrzostwach Węgier i zdobył tytuł w klasie E-1600. W 2017 roku zadebiutował w Węgierskiej Formule 2000. Ścigał się wówczas Dallarą F397, należącą wcześniej m.in. do Ronny'ego Melkusa i Tamása Muskáta. Węgier zdobył wówczas siódme miejsce w klasyfikacji końcowej. Podobny wynik osiągnął rok później. Jednocześnie w sezonie 2018 zadebiutował w Austriackiej Formule 3. Zajął wówczas dwunaste miejsce w klasyfikacji końcowej. Zdobył wówczas również wicemistrzostwo Remus Formel 3 Trophy, ulegając jedynie Sandro Zellerowi. Zajął także piątą pozycję w klasyfikacji Österreichische Rennwagen Meisterschaft.
W 2019 roku został wicemistrzem Węgier, przegrywając rywalizację jedynie z Róbertem Heflerem. Wywalczył również wicemistrzostwo FIA Strefy Środkowoeuropejskiej w klasie E2-2000. W trakcie sezonu zmienił samochód na Dallarę F316.

## Wyniki
| Legenda oznaczeń w tabelach wyników Wyświetl szablon na nowej stronie | Legenda oznaczeń w tabelach wyników Wyświetl szablon na nowej stronie                                                                     |
| Oznaczenie                                                            | Wyjaśnienie |
| --------------------------------------------------------------------- | --- |
| Złoty                                                                 | Zwycięzca lub mistrzostwo |
| Srebrny                                                               | 2. miejsce lub wicemistrzostwo |
| Brązowy                                                               | 3. miejsce lub II wicemistrzostwo |
| Zielony                                                               | Ukończył, punktował (w klasyfikacji generalnej, gdy zdobył co najmniej jeden punkt na przestrzeni sezonu, poza trzema powyższymi opcjami) |
| Niebieski                                                             | Ukończył, nie punktował (w klasyfikacji generalnej, gdy nie zdobył co najmniej jednego punktu na przestrzeni sezonu)                      |
| Czerwony                                                              | Nie zakwalifikował się (NZ) |
| Czerwony                                                              | Nie prekwalifikował się (NPK) |
| Różowy                                                                | Nie ukończył (NU) |
| Różowy                                                                | Niesklasyfikowany (NS) (w klasyfikacji generalnej, gdy nie został sklasyfikowany w żadnym wyścigu sezonu)                                 |
| Czarny                                                                | Zdyskwalifikowany (DK) |
| Czarny                                                                | Wykluczony (WYK/EX) |
| Biały                                                                 | Nie wystartował (NW) |
| Biały                                                                 | Kontuzjowany (K/INJ) |
| Biały                                                                 | Wyścig odwołany (OD/C) |
| Bez koloru                                                            | Został wycofany (WYC/WD) |
| Bez koloru                                                            | Nie przybył (NP/DNA) |
| Bez koloru                                                            | Nie brał udziału w treningach (NT/DNP) |
| Bez koloru                                                            | Nie został zgłoszony (–) |
| Pogrubienie                                                           | Start z pole position |
| Kursywa                                                               | Najszybsze okrążenie wyścigu |
| †                                                                     | Nie ukończył, ale jego rezultat został zaliczony ze względu na przejechanie więcej niż 90% dystansu wyścigu.                              |
| *                                                                     | Sezon w trakcie |
| 1/2/3                                                                 | Punktowana pozycja w sprincie kwalifikacyjnym                                                                                             |
| Lista systemów punktacji Formuły 1                                    | |

### Węgierska Formuła 2000
| Rok  | Zespół             | Samochód     | Silnik | Wyniki w poszczególnych eliminacjach | Wyniki w poszczególnych eliminacjach | Wyniki w poszczególnych eliminacjach | Wyniki w poszczególnych eliminacjach | Wyniki w poszczególnych eliminacjach | Wyniki w poszczególnych eliminacjach | Wyniki w poszczególnych eliminacjach | Wyniki w poszczególnych eliminacjach | Wyniki w poszczególnych eliminacjach | Wyniki w poszczególnych eliminacjach | Wyniki w poszczególnych eliminacjach | Wyniki w poszczególnych eliminacjach | Wyniki w poszczególnych eliminacjach | Pkt. | Msc. |
| ---- | ------------------ | ------------ | ------ | ------------------------------------ | ------------------------------------ | ------------------------------------ | ------------------------------------ | ------------------------------------ | ------------------------------------ | ------------------------------------ | ------------------------------------ | ------------------------------------ | ------------------------------------ | ------------------------------------ | ------------------------------------ | ------------------------------------ | ---- | ---- |
| 2017 |                    |              |        | Węgry                                | Węgry                                | Węgry                                | Węgry                                | Węgry                                | Słowacja                             | Słowacja                             | Czechy                               | Czechy                               | Węgry                                | Węgry                                | Węgry                                |                                      | 17   | 7    |
| 2017 | Magyar Racing Team | Dallara F397 | Opel   | 4                                    | NW                                   | -                                    | -                                    | -                                    | -                                    | -                                    | -                                    | -                                    | 3                                    | 3                                    | DK                                   |                                      | 17   | 7    |
| 2018 |                    |              |        | Węgry                                | Węgry                                | Austria                              | Austria                              | Słowacja                             | Słowacja                             | Czechy                               | Czechy                               | Węgry                                | Węgry                                | Węgry                                |                                      |                                      | 18   | 7    |
| 2018 | Magyar Racing Team | Dallara F397 | Opel   | -                                    | -                                    | -                                    | -                                    | -                                    | -                                    | -                                    | -                                    | NU                                   | 3                                    | 3                                    |                                      |                                      | 18   | 7    |
| 2019 |                    |              |        | Węgry                                | Węgry                                | Austria                              | Austria                              | Chorwacja                            | Chorwacja                            | Słowacja                             | Słowacja                             | Czechy                               | Czechy                               | Węgry                                | Węgry                                | Węgry                                | 74   | 2    |
| 2019 | Magyar Racing Team | Dallara F397 | Opel   | 2                                    | 2                                    | 1                                    | 3                                    | -                                    | -                                    | 2                                    | 2                                    | -                                    | -                                    | -                                    | -                                    | -                                    | 74   | 2    |
| 2019 | Magyar Racing Team | Dallara F316 |        | -                                    | -                                    | -                                    | -                                    | -                                    | -                                    | -                                    | -                                    | 1                                    | 6                                    | 1                                    | 4                                    | 6                                    | 74   | 2    |

### Austriacka Formuła 3
| Rok  | Zespół             | Samochód     | Silnik | Wyniki w poszczególnych eliminacjach | Wyniki w poszczególnych eliminacjach | Wyniki w poszczególnych eliminacjach | Wyniki w poszczególnych eliminacjach | Wyniki w poszczególnych eliminacjach | Wyniki w poszczególnych eliminacjach | Wyniki w poszczególnych eliminacjach | Wyniki w poszczególnych eliminacjach | Wyniki w poszczególnych eliminacjach | Wyniki w poszczególnych eliminacjach | Wyniki w poszczególnych eliminacjach | Wyniki w poszczególnych eliminacjach | Wyniki w poszczególnych eliminacjach | Wyniki w poszczególnych eliminacjach | Wyniki w poszczególnych eliminacjach | Pkt. | Msc. |
| ---- | ------------------ | ------------ | ------ | ------------------------------------ | ------------------------------------ | ------------------------------------ | ------------------------------------ | ------------------------------------ | ------------------------------------ | ------------------------------------ | ------------------------------------ | ------------------------------------ | ------------------------------------ | ------------------------------------ | ------------------------------------ | ------------------------------------ | ------------------------------------ | ------------------------------------ | ---- | ---- |
| 2018 |                    |              |        | Niemcy                               | Niemcy                               | Austria                              | Austria                              | Włochy                               | Włochy                               | Czechy                               | Czechy                               | Niemcy                               | Niemcy                               | Włochy                               | Włochy                               | Czechy                               | Czechy                               |                                      | 23   | 12   |
| 2018 | Magyar Racing Team | Dallara F397 | Opel   | 10                                   | 10                                   | 10                                   | 10                                   | 8                                    | 8                                    | 10                                   | 8                                    | -                                    | -                                    | 8                                    | 9                                    | 11                                   | 11                                   |                                      | 23   | 12   |
| 2019 |                    |              |        | Włochy                               | Włochy                               | Austria                              | Austria                              | Włochy                               | Włochy                               | Czechy                               | Czechy                               | Włochy                               | Włochy                               | Czechy                               | Czechy                               | Węgry                                | Węgry                                | Węgry                                | 3    | 20   |
| 2019 | Magyar Racing Team | Dallara F397 | Opel   | -                                    | -                                    | 10                                   | 9                                    | -                                    | -                                    | -                                    | -                                    | -                                    | -                                    | -                                    | -                                    | -                                    | -                                    | -                                    | 3    | 20   |